# Limnonectes fujianensis
Limnonectes fujianensis är en groddjursart som beskrevs av Ye och Fei 1994. Limnonectes fujianensis ingår i släktet Limnonectes och familjen Dicroglossidae. IUCN kategoriserar arten globalt som livskraftig. Inga underarter finns listade i Catalogue of Life.